# Кака (Дагестан)
Кака́ (лезг. Кьакӏар) — село в Ахтынском районе Дагестана.
Образует сельское поселение село Кака как единственный населённый пункт в его составе.

## География
Село расположено в Самурской долине, при впадении реки Какавац в Самур, в 8 км к западу от райцентра Ахты. К северу от села проходит Самурский хребет, к югу — Гельмец-Ахтынский. Кака расположено на республиканской трассе Магарамкент-Ахты-Рутул.
В селе и окрестностях находятся родники: Ашумлатар, Чӏачъран булах, Пулатметен булах, Фуанцин булах, Купулцин булах.
Вблизи села, на южных склонах Самурского хребта расположены летние пастбища: ОАО «Хпар», ЗАО «Бачӏахтул», Чӏехи ятах, Чӏехи хпу, Цӏаракус, Верхер,Къуру кам,Жабар кьей ач!, и другие.

## История
По свидетельству историка Б. Г. Алиева, древнее селение находилось примерно в километре от нынешнего его местоположения. Оно было разрушено монголо-татарами. Завоеватели сожгли селение за упорное сопротивление, оказанное его жителями. Спасшиеся от монголо-татар какинцы бежали в верховья Самурской долины. Новое село основали представители различных тухумов. Представители этих родов и ныне живут в Кака. Сами жители занимались овцеводством. Несколько позже, спасаясь от кровной мести, сюда переселились Бацары. Они образовали тухум Курбанар. Затем в разные годы сюда стали переселяться жители из окрестных селений Хрюг, Ялак, Хлют, Гдынк и др. Переселенцам в Кака не давали земли, они сами приобретали её у местных жителей. Существовало право предпочтительной покупки земли родственниками. Вне селения продавать землю было нельзя.
В XVIII веке село Кака вместе с близлежащими селениями образует Какинское бекство. К концу XVIII века сёла Ялак и Луткун, находившиеся прежде под властью казикумухских шамхалов, перешли под власть какинского бека.
XVI—XIX вв. В 1775 году Кака, Гогаз и Усур, находившиеся в составе Рутульского бекства, переданы в состав Ахтыпаринского вольного общества, взамен на союзничество ахтынцев с рутульцами в их войне с Хрюгом. Затем стало частью новообразованного Ахтыпаринского наибства Самурского округа. В тот же период вместе с селом Гдынк Кака образовала Какинское сельское общество. До революции и в первые годы Советской власти здесь активно проповедовали ислам местные Молла Магарам и Молла Магомед, у которых были свои медресе, а также Молла Расул и Молла Муталиб. Окончившие ещё до революции медресе Молла Магарам Меджид Гусейнов были видными знатоками восточной богословской философии. В 1929 году село вошло в состав Ахтынского района, образованного на месте упразднённого Ахтыпаринского участка. В 30-е годы XX века в селе организован колхоз.
- В километре к востоку от Каки, в ущелье Гугаз-кам, находится поселение. Здесь был найден железный сошник, а также бронзовые предметы и разные бусы. В километре к юго-востоку от селения в обнажениях склонов ущелья, видны каменные ящики[7]
- В старом в селе в двух его частях имелись две мечети. Обе они разрушены, в настоящее время построена новая мечеть возле дороги Ахты-Рутул.

## Население
| 1895  | 1926  | 1939  | 1959  | 1970  | 1989  | 2002  |
| ----- | ----- | ----- | ----- | ----- | ----- | ----- |
| 700   | ↘632  | ↘587  | ↗660  | ↗948  | ↗1069 | ↗1553 |
| 2010  | 2012  | 2013  | 2014  | 2015  | 2016  | 2017  |
| ↗1655 | ↗1667 | ↘1664 | ↘1654 | →1654 | ↘1632 | ↘1609 |
| 2018  | 2019  | 2020  | 2021  | 2023  | 2024  | 2025  |
| ↘1605 | ↗1610 | ↗1612 | ↗1767 | ↘1748 | ↗1754 | ↗1757 |

По национальности жители села — лезгины. По вероисповеданию — мусульмане-сунниты. В 1869 году в селе проживало 626 человек, из них мужчины — 328, женщин 298. Село состояло из 108 дворов. В 1886 году в селе проживало 726 человек.
Население Кака исторически делится на родовые патронимы — тухумы (лезг. сихил): Бацарар, Шийитар, Женгъуяр, Архъар, Бакӏаяр, Тӏесер, Гьажиханар, Жбитӏар, Жебесар.

## Экономика и инфраструктура
В селе 420 хозяйств, основной доход населения составляют животноводство, садоводство, овцеводство. Жители села держат более 600 голов крупного и более 800 голов мелкого рогатого скота. В селе имеется средняя школа, клуб, библиотека и врачебная амбулатория, Центральный парк, водопад «Чӏачъвар».